# Maria Cristina Giongo
Maria Cristina Giongo (Milano, 5 maggio 1951) è una giornalista e scrittrice italiana.

## Biografia
Dal 1975 al 1976 ha lavorato nella redazione del settimanale della Democrazia Cristiana Il popolo lombardo, scrivendo parecchi articoli di politica e attualità. È iscritta all'ordine nazionale dei giornalisti del Lazio dal 1977. Il 17 ottobre 1978 ha pubblicato un articolo per il Corriere della Sera sul neoeletto santo Papa Giovanni Paolo II, da lei precedentemente intervistato, con il titolo Solo salvaguardando i diritti dell'uomo possibile l'incontro tra cristiani e marxisti. Per il mensile Oggi ha attuato un reportage sul matrimonio dell'attuale re del Regno Unito dei Paesi Bassi Willem Alexander con l'argentina Máxima Zorreguieta, e per il quotidiano nazionale Libero ha attuato un reportage sull'investitura del nuovo re d'Olanda Willem-Alexander e regina Maxima.
Dal 1976 al 1981 ha ideato e condotto programmi televisivi per Telelombardia e Telealtomilanese per cui ha presentato circa 700 trasmissioni andate in onda tutti i giorni, in diretta, per un programma dedicato ai consumatori, con interviste anche a personaggi del campo della politica, medicina, attualità, moda ed estetica. Per il programma Spendiamoli bene (dopo Utilissimo) ha ricevuto il premio televisivo Onda TV nel 1979 nella categoria attualità e dibattiti.
Ha vinto ad Otranto (Puglia) il Premio Salento - Giornalisti del Mediterraneo - sezione terrorismo, 11 settembre 2016,
per l'articolo pubblicato sul quotidiano Libero: 'Ho dovuto uccidere mamma e sorella per salvarle dall'Isis'.
Ha scritto la sceneggiatura e diretto la regia di un dramma inchiesta sul suicidio andato in onda su Rai 3. Nel 1997 ha realizzato un documentario sulla droga nei Paesi Bassi con un'équipe della RAI in collaborazione con le Nazioni Unite, anch'esso andato in onda su Rai 3 nello stesso anno.
Dagli anni ottanta vive a Eindhoven, in Olanda, dove ha collaborato come corrispondente freelance per alcune testate del gruppo editoriale Rizzoli-Corriere della Sera e dove, da 37 anni, tiene corsi di lingua italiana. Fra i quotidiani, settimanali e mensili che hanno pubblicato i suoi articoli: Corriere della Sera e i suoi mensili Salve, Sette, Corriere medico, Letture, Il Giornale, Libero, Oggi, Ok la salute, Astra, Alba, Novella 2000, Visto e OK salute e benessere (PRS editore). Attualmente collabora con il quotidiano nazionale Avvenire.
Tra i personaggi intervistati negli ultimi anni: l'ex premier olandese Jan-Peter Balkenende, il politico Geert Wilders, gli Ambasciatori italiani nei Paesi Bassi, Gaetano Cortese (2009), Franco Giordano (2011), Andrea Perugini (2017), Giorgio Novello (2021), Alexandre Del Valle, politico francese, il virologo Ron Fouchier, lo psicologo clinico Jan Derksen, Regina Louf, testimone al processo a Marc Dutroux, Michel Nihoul, altro imputato di questo processo, al campione di pattinaggio Matteo Zanni, al produttore cinematografico e ambasciatore dell'Eurordis nel 2014 Sean Hepburn Ferrer (figlio di Audrey Hepburn), ai giornalisti Francesco Giorgino, Emma D'Aquino, Umberto Brindani, Eliana Liotta, Candida Morvillo, Salvatore Gianella, alla fotomodella Ana Laura Ribas, agli attori Lino Banfi e Carlo Giuffré, alle attrici Rosanna Banfi e Ivana Monti, agli scrittori Niccolò Ammaniti e Umberto Eco, ai cantanti Al Bano, Toto Cutugno, Ron, Little Tony, Francesco Baccini, Gino Santercole, Enzo Ghinazzi (in arte Pupo), Giada Valenti e Roberto Vecchioni. E anche interviste al direttore dell'ESTEC-ESA nei Paesi Bassi Franco Ongaro, all'astronauta ESA (European Space Agency) Luca Parmitano, alla conduttrice televisiva Maria Giovanna Elmi, allo stilista Elio Fiorucci e a Diego Dalla Palma, alla scrittrice e giornalista Alessandra Appiano, alla campionessa di nuoto Novella Calligaris, al ciclista Felice Gimondi, al pilota di Formula 1 Jarno Trulli e al comico Enrico Beruschi.
Il 10 febbraio 2016 ha un incontro con Papa Francesco e dalle Sue mani ha ricevuto la medaglia pontificia dell'anno del giubileo della misericordia, come membro della Pro Petri Sede Benelux.
Il 24 febbraio 2023 viene ricevuta da Papa Francesco in udienza privata, insieme ad alcuni membri della Pro Petri Sede, nella Sala Clementina sita nel Palazzo Apostolico nella città del Vaticano.
È insignita dell’onorificenza di "Cavaliere dell’Ordine della Stella d’Italia" con decreto del 6 dicembre 2022 pubblicato dalla gazzetta ufficiale del Quirinale, concessa dal Presidente della Repubblica Italiana, Sergio Mattarella.
Per tre anni ha presentato Miss Italia in Olanda, sezione dei Paesi Bassi del concorso Miss Italia nel mondo. Ha pubblicato due libri in Italia e uno nei Paesi Bassi. Da tre anni dirige e scrive su www.ilcofanettomagico.it
È nipote del Prof. Franco Giongo, radiologo e 11 volte campione italiano di atletica leggera velocità.

## Opere
- Caro piccolo baby, Milano, Rusconi Editore, 1986, ISBN 88-18-19006-7.
- La frase giusta per ogni circostanza, Milano, De Vecchi Editore, 1986.
- Muriel, Freemusketeers, 2008, ISBN 978-90-484-0026-3.
- Mamma voglio morire, Corciano, Bertoni Editore, 2020, ISBN 978-88-5535-126-3.